# Нове Бжесько
Нове Бжесько (пол. Nowe Brzesko) — місто в Польщі. Належить до Прошовицького повіту Малопольського воєводства. Розташоване на трасі державного значення №79.
Статус міста отримало у 1279–1870 роках. У 2011 році статус відновлено.
Впродовж 1975–1998 роках належало до Краківського воєводства.

## Історія
Перші згадки про Нове Бжесько походять з XIII століття. Спочатку село було власністю краківських єпископів. У 1223 році Флоріан, бжезький абат, передав Нове Бжесько премонстратському монастиреві в Гебдуві. У 1279 році Готфрід де Глезін отримав привілей заснувати це місто за Магдебурзьким правом.

## Демографія
Віковий склад міста станом на 2014 рік мав наступний вигляд: